# علي أبو النصر المنفلوطي
علي أبو النصر المنفلوطي (ولد سنة 1811 ـ توفي سنة 1298 هـ/1881 م) شاعر مصري عاش في القرن التاسع عشر، وكان يجيد نظم الشعر بالعامية والفصحى. كان من سلالته السيد محمد حامد أبو النصر، مرشد جماعة الإخوان المسلمين الأسبق.[بحاجة لمصدر]

## نشأته
ولد في منفلوط، وتلقى العلم بالجامع الأزهر. كان ينظم الشعر الفصيح والزجل، كما عُني بالتاريخ الشعري. من مؤلفاته ديوان أبي النصر الذي صدر بعد وفاته عن مطبعة شركة التمدن الصناعية (1882).

## وفاته
توفي سنة 1298 هـ/1881 م، وقيل إنه مات مسمومًا بإيعاز من الخديو توفيق بعد أن حُددت إقامته في بلدته.